# Scuola elementare Aristide Gabelli
La scuola elementare "Aristide Gabelli" è un'architettura scolastica contemporanea situata in via Sicilia a Grosseto.

## Storia
Nel 1957 il comune di Grosseto indisse due concorsi per realizzare due edifici scolastici da destinare a scuola elementare in due nuove zone di espansione della città: fuori Porta Vecchia in direzione sud-est, e lungo il nuovo quartiere del viale della Pace, che andava formandosi nel settore nord-orientale della città. Per il primo edificio risultò vincitore il progetto di Giuseppe Giorgio Gori, mentre per il secondo vinse il progetto dell'architetto Italo Gamberini.
Nel gennaio del 1958 la commissione esaminatrice richiese a Gamberini alcune modifiche che, assimilate, portarono al progetto definitivo, approvato l'8 marzo dello stesso anno. I lavori, avviati nel 1958, vennero condotti a termine in poco più di un anno e la scuola fu inaugurata nel settembre del 1960.
Nel 1995 la pubblica amministrazione stabilì di procedere a un generale restauro dell'edificio, onde adattarlo alle moderne necessità e ai necessari adeguamenti impiantistici. Il progetto, redatto nel marzo del 1996 dall'architetto Annalisa Camarri dell'Ufficio tecnico del Comune, prevedeva una generale ristrutturazione (demolizione e rifacimento dei pavimenti interni ed esterni, sostituzione degli infissi e della pensilina, creazione di una scala di sicurezza esterna) e la realizzazione di un nuovo corpo di quattro aule, ortogonale al retro del volume della palestra, sull'area che occupata dal campetto di pallacanestro. I lavori, per un importo totale di 1 970 000 lire, vennero avviati a partire dal giugno del 1998 e conclusi nel 1999.

## Descrizione

### Contesto urbanistico
La scuola si trova in un quartiere situato all'estremità orientale del centro storico di Grosseto, attestato a nord dell'asse diagonale di viale della Pace, principale arteria di scorrimento e di collegamento di questa parte di città. Tale zona, a prevalente carattere residenziale, è stata edificata a partire dagli anni cinquanta ed è caratterizzata da un'edilizia in linea (su tre, quattro e cinque piani) sulla quale si staglia la mole imponente del campanile e della cupola della basilica del Sacro Cuore di Gesù in piazza Galeazzi. L'area di pertinenza della scuola è delimitata a est dalla via Sicilia – sulla quale si attestano un istituto professionale (sull'altro lato rispetto alla scuola elementare) e un campo di calcio, confine meridionale del giardino scolastico – e a ovest dalla via Emilia, dove è situato l'accesso di servizio al giardino. Il lotto presenta una forma irregolare ed è destinato a verde (manto erboso con alberature ad alto fusto – pini e cipressi – sui due fronti stradali) e attrezzature sportive (campetto di pattinaggio all'angolo occidentale).

### L'esterno
L'edificio presenta un impianto e una volumetria articolate, sviluppate su uno e due piani fuori terra. Dal punto di vista distributivo il progetto si caratterizza per l'attento studio dei percorsi interni e per la ricerca della miglior esposizione delle aule e da quello formale per lo sviluppo orizzontale dei volumi, le cui superfici presentano la doppia campitura a paramento lapideo (calcare ad opus incertum) e a intonaco con risalto della struttura portante in cemento.
La planimetria della scuola si articola in cinque diversi nuclei, collegati dall'elemento longitudinale dell'atrio corridoio: all'estremità occidentale è situata la palestra, a sud sono posti i due nuclei degli uffici e delle aule (rispettivamente perpendicolare e parallelo all'asse del corridoio), all'estremità orientale un secondo corpo di aule, ruotato di 60° rispetto all'asse longitudinale, e a nord, collegato da un passaggio che funge anche da accesso alle aule del piano superiore, il corpo a pianta circolare dei laboratori. Tale impianto fa sì che l'intero edificio suggerisca l'idea di una serie di padiglioni immersi nel verde. Il fronte principale – al quale si accede, varcato l'ingresso nel muro di cinta a bozze in calcare, da una pensilina in metallo – risulta così articolato: la palestra presenta una partitura intonacata scandita orizzontalmente in tre fasce (vetro-muro-vetro) e conclusa dall'andamento mistilineo delle cinque volte a botte; il corpo degli uffici (che come la palestra si affaccia su un piccolo giardinetto) è un semplice volume finestrato il cui fianco meridionale, cieco, diviene parte integrante della recinzione lapidea. Il volume delle aule ha un fronte rettangolare su due livelli, intonacato e compreso tra i fianchi aggettanti in pietra, caratterizzato da cinque ampie aperture per piano: quella al piano terra, precedute da gradini, permettono l'accesso diretto dalle aule al giardino. All'estremità orientale del fronte, il secondo nucleo di aule, raccordato al precedente tramite due passaggi vetrati che delimitano un piccolo erbario, si articola su di un unico volume, finestrato su ambedue i fronti con finestre e luci sovrastanti e concluso dal volume in pietra, di minor altezza, dei servizi.
Il retro dell'edificio, che si affaccia sul giardino interno, presenta un disegno molto meno calibrato e convincente: da est verso ovest, alla parete finestrata del corridoio succedono il corpo – intonacato e con finestre a nastro – dei servizi, il corridoio vetrato di accesso alla rotonda, situata su una collinetta ad una quota superiore rispetto alla scuola ed anch'essa completamente finestrata, il fronte intonacato e con luci a nastro degli uffici e la parete cieca della palestra, conclusa dall'attico vetrato della copertura voltata.

### L'interno
Per quanto concerne l'interno, dalla pensilina si accede al centrale atrio quadrato, ampio e ben illuminato: da qui si raggiungono tutti i locali al piano terra e, tramite una rampa che risolve funzionalmente e precocemente il tema degli accessibilità degli spazi collettivi per portatori di handicap, le aule poste ai piani superiori; queste sono caratterizzate dalla presenza di luci negli shed che, assieme alle ampie finestre in facciata, garantiscono un'ottima illuminazione naturale.

## Critica
Un accenno critico riscontrato è quello di Giovanni Klaus Koenig (1968) il quale, riferendosi più in generale all'architettura gamberiniana tra gli anni cinquanta e settanta, ne nota la sapienza costruttiva e la capacità di resistere egregiamente al passare del tempo.